# Bibbia di Gennadio
La Bibbia di Gennadio (in russo: Генна́диевская Би́блия) è il primo manoscritto completo della Bibbia in antico slavo ecclesiastico. Prende il nome dall'Arcivescovo di Novgorod Gennadio che si impegnò a redigerla sul finire del XV secolo. A quel tempo i russi non avevano ancora una versione completa della Bibbia nella loro lingua. Vi erano soltanto traduzioni incomplete e separate di vari testi del libro sacro. Deciso a risolvere questo problema, Gennadio si recò a Roma per ricevere il canone biblico accettato in Occidente. La Bibbia di Gennadio del 1499 fu la fonte principale della cosiddetta "Bibbia di Ostrog". Fu Lo stesso zar Ivan il Terribile a farne inviare una copia al tipografo Ivan Fëdorov.
Gennadio si servì delle esistenti traduzioni slave dei seguenti libri: 
- Pentateuco
- Libro dei Giudici
- Libro di Giosuè
- Libro di Rut
- Libri dei Re
- Libro di Giobbe
- Libro di Sofonia
- Libro di Aggeo
- Libro di Zaccaria
- Libro di Malachia
- Libro dei Proverbi
- Qoelet
- Libro dei Salmi
- Vangeli
- Atti degli Apostoli
- Epistole
- Apocalisse di Giovanni

Con l'aiuto di un monaco di nome Veniamin, tradusse poi dalla Vulgata latina vari libri mancanti, tra cui i seguenti:
- Libro di Neemia
- Libri di Esdra
- Libro di Tobia
- Libro di Giuditta
- Libro di Ester
- Libro di Geremia
- Libro della Sapienza
- Primo libro dei Maccabei
- Secondo libro dei Maccabei
- Esdra greco
- Apocalisse di Esdra

## Fonti
- V. A. Romodanovskaja, "Геннадиевская Библия [La Bibbia di Gennadio]" (in Russo).
- Православная энциклопедия [Orthodox Encyclopedia]. pp. 584–588.